# Georges Dreyfus (résistant)
Pour les articles homonymes, voir Georges Dreyfus.
Georges Dreyfus appelé également Georges Dufrenne, né le 2 avril 1901 à Vesoul et décédé le 30 août 1944 à Neuillay-les-Bois, est un résistant français. Ingénieur chimiste, il est engagé politiquement en étant notamment militant et conseiller municipal communiste de la ville de Draveil, dans l'Essonne. Juif, il est ami de Georges Cogniot qu'il a côtoyé à l'école.
De par ses actions durant la guerre, il est élevé au rang de Mort pour la France.